# Carlos Guido Bollini
Carlos Guido Bollini (n. el 15 de enero de 1926 - f. el 12 de octubre de 2009) fue un físico de Argentina. Es reconocido por ser uno de los impulsores del desarrollo de la física en su país y por desarrollar, junto a Juan José Giambiagi, el método de regularización dimensional que se utiliza hasta el día de hoy.

## Biografía
Bollini nació en Lomas de Zamora en 1926. Realizó sus estudios secundarios en el colegio industrial Ingeniero Huergo y luego optó por continuar sus estudios universitarios en la Universidad Nacional de La Plata (UNLP). Se graduó como Licenciado en Física y en 1953 como Doctor en Ciencias Fisicomatemáticas. Luego de doctorarse trabajó como jefe de trabajos prácticos en la Facultad de Ciencias Exactas y Naturales de la Universidad de Buenos Aires (UBA). Posteriormente estuvo radicado durante unos meses en Bariloche siendo docente del Instituto Balseiro.
Entre 1958 y 1960 fue becario del CONICET en el Imperial College of Science and Technology. Allí estuvo dos años trabajando bajo la supervisión del Premio Nobel Abdús Salam.
Regresó al país para ser titular en el Departamento de Física de la Facultad de Ciencias Exactas de la UBA. Allí conoció a Juan José Giambiagi, con quien realizaría muchas de sus investigaciones. 
En 1969 fue unos de los 300 científicos que debieron renunciar a la Universidad de Buenos Aires tras la Noche de los Bastones Largos. En ese momento se trasladó a la ciudad de La Plata, donde se desempeñó en el Departamento de Física de la UNLP.
Su trabajo más trascendente es publicado en 1972 junto con Giambiagi. El mismo era sobre el método de regularización dimensional, método utilizado para la renormalización de teorías de campos. Este mismo desarrollo fue realizado en paralelo por un grupo de investigadores que recibió el Nobel en 1999. Si bien Bollini y Giambagi enviaron antes su trabajo, éste fue rechazado por la primera publicación y debió ser enviado nuevamente, lapso en el cual fue publicado el trabajo de los otros investigadores.
En 1976 debió abandonar el país cuando la dictadura militar tomó el poder en Argentina. Primero fue contratado en el Instituto de Física Teórica de San Pablo y luego en el Centro Brasileiro de Pesquisas Físicas de Río de Janeiro.
Regresó al país en 1984 cuando la Comisión de Investigaciones de la Provincia de Buenos Aires le ofreció incorporarse como investigador. Fue también investigador de la Comisión Nacional de Energía Atómica donde se desempeñó como Jefe de la División de Física Teórica y del Grupo de Teoría del Reactor. Además fue profesor titular en el Instituto de Física de San Carlos de Bariloche (Instituto Balseiro).

## Premios y distinciones
- Premio Konex de Platino en 2003 en Física[1]
- Premio Konex 1993 en Física y Astronomía[1]
- Premio Dr. Teófilo Isnardi en 1975, otorgado por la Academia Nacional de Ciencias
- Premio Bunge y Born en 1987 por su trayectoria